# Fabien Sudry
Fabien Sudry est un haut fonctionnaire français né le 18 novembre 1956 à La Baule.

## Biographie
Fabien Sudry est diplômé de l'ENA (Promotion Henri François d'Aguesseau) et a obtenu une maîtrise de droit public.
Il commence sa carrière comme administrateur de la ville de Paris (1982-1987).
Il travaille ensuite comme haut fonctionnaire dans diverses préfectures (Louhans, Bouches-du-Rhône, Allier) avant de devenir sous-préfet de Montargis (1996) puis de sous-préfet de Saint-Quentin (1999).
En 2002, il est nommé secrétaire général de la préfecture du Finistère, puis en 2005, sous-préfet secrétaire général de la préfecture de la Loire-Atlantique (2005-2008).
En 2008, il devient préfet délégué de la zone de défense ouest (13 février 2008 au 16 décembre 2009).
En 2009, il est nommé préfet de Tarn-et-Garonne (16 décembre 2009 au 2 avril 2013), terre d'élection de Jean-Michel Baylet qu'il servira comme ministre.
Il est préfet de Saône-et-Loire (du 2 avril 2013 au 10 février 2015) puis préfet de la Loire du 11 février 2015 au 17 février 2016.
Il est directeur de cabinet du ministre de l'Aménagement du territoire, Jean-Michel Baylet entre le 12 février 2016 et le 20 mars 2017, date à laquelle il devient préfet du Pas-de-Calais.
Il est nommé préfet de la région Bourgogne-Franche-Comté, préfet de Côte-d’Or à compter du 24 août 2020.
En 2023, après un court passage au Conseil d'État, il est nommé à la direction du Groupement d'intérêt public « Mission du 80e anniversaire des débarquements, de la Libération de la France et de la Victoire ».
En novembre 2024, il est nommé secrétaire général de la Conférence des Nations unies pour l'Océan, sommet qui se tiendra à Nice en juin 2025,.
Le 3 janvier 2025, il est nommé Directeur du cabinet de François Rebsamen au ministère de l'Aménagement du Territoire et de la Décentralisation.

## Polémique avec Yann Moix
Dans une tribune adressée à Emmanuel Macron et publiée par Libération le 21 janvier 2018, Yann Moix attaque la politique migratoire du gouvernement notamment à Calais. Chose rare pour un préfet, Fabien Sudry, qui n'a été que cité à la fin de la tribune de Libération, répond sur twitter à l'écrivain le jeudi suivant en l'accusant de duplicité et en défendant l'action des forces de l'ordre face aux migrants dans le Pas-de-Calais, département dont il a la charge.

## Récompenses et distinctions

### Décorations
- Officier de la Légion d'honneur Il est fait chevalier le 14 décembre 2007[19], puis est promu officier le 1er janvier 2020[20].
- Officier de l'ordre national du Mérite Il est fait chevalier le 14 novembre 2001[21], puis est promu officier le 13 novembre 2014[22].
- Chevalier de l'ordre du Mérite agricole[23]